# 呼叫中心
呼叫中心 (Call Centre)是基于现代通讯与计算机电话集成平台，采用了互動式語音應答、ACD等功能，可以同时处理大量各种不同的电话呼入和呼出业务与服务的系统。

## 呼叫中心的发展历程
呼叫中心从建立到现在的广泛应用，主要经历了六个发展阶段。

### 第一代呼叫中心
第一代呼叫中心是由交换机控制的人工热线。在呼叫中心发展的早期，采用普通电话机或小交换机（排队机）。来实现客户电话的纯人工接听。功能简单、自动化程度低，大量重复性工作需要通过人工来实现，而且信息的更新与准确性也无法得到保证。技术水平还没有达到可以将用户有关的数据存入计算机。这个阶段呼叫中心员工的工作强度非常大。

### 第二代呼叫中心
第二代呼叫中心称为交互式自动语音应答呼叫中心。系统增加了交互式语音应答功能，简称IVR 。IVR通过对客户的自动语音服务，将客户的需求进行逐步的明确和划分，将大部分客户需求转移到系统自动应答系统中。第二代呼叫中心将计算机技术应用进来，实现了简单网络通信技术和数据共享。但是这个阶段的呼叫中心还处于硬件订制的阶段，每家呼叫中心都需要自己独立制作板卡和系统。难以实现应用层面的扩展和系统规模的调整。

### 第三代呼叫中心
第三代呼叫中心是基于语音板卡的呼叫中心。第三代呼叫中心革命性地将CTI技术引用进来，实现了通信技术与计算机技术的结合。可以将电脑线路中的各种数据和信息集成到计算机中，同时计算机系统也可以灵活的控制电话。利用CTI技术，面向用户，提供综合服务的基于语音板卡的第三代呼叫中心系统应运而生。
由于基于CTI平台的概念诞生，呼叫中心系统的标准和通信平台也逐渐明晰和统一起来。采用标准化的通信协议和软件平台的呼叫中心慢慢摆脱了订制硬件的局限，而将更多功能建立在软件平台上。

### 第四代呼叫中心
第四代呼叫中心是完全基于IP架构的呼叫中心。由于计算机与网络的应用使得呼叫中心呈现出多媒体化、分布式的发展趋势。呼叫中心的整体构架也发生了重大的革新。第四代呼叫中心已经完全架构在IP协议和网络上，并且将之前的电话呼叫转变为多种通信设备的呼叫。同时由于IP概念的引入，使得呼叫中心的安装完全依靠软件的开发和安装，脱离了硬件的局限，可以让呼叫中心的配置更灵活，更多样化，而使用成本和维护成本却大大降低。

### 第五代呼叫中心
第五代呼叫中心融入了SOA的概念。将统一通信和SOA的理念加入到呼叫中心的系统中。

### 第六代呼叫中心
第六代呼叫中心是以云计算为基础的托管型呼叫中心。呼叫中心的软硬件平台、通信资源、日常维护、场地、人员以及运营管理全部由企业自己负责。托管型呼叫中心服务的实现运用先进的通信和计算机技术集中构建大型、高并发处理能力呼叫中心系统通过独特的多用户管理和远程座席功能，将呼叫中心座席分租给位于不同地点的不同企业来使用使用企业专注于呼叫中心本身的运营管理，而复杂的系统维护和运营服务等交由托管型呼叫中心服务商去做。

## 呼叫中心的系统构成
呼叫中心从硬件上看，主要包括以下组件：
- 智能选择座席ACD：将呼入电话进行智能的分配和自动队列，保证客户最少的等待时间和座席的工作效率
- 自动语音应答ivr：通过预先录制号好的语音信息，引导客户使用电话数字键盘来自主选择要咨询的问题和服务
- 录音系统：对于客户和客服之间的对话进行实时录音，便于日后的管理和检查
- 人工座席应答：通过ACD分配过来的客户电话
- 客户关系管理：呼叫中心中非常重要的组成部分，对于客户信息的管理，统计和维护，以及定期分析客户消费习惯，常见问题等重要信息的管理